# 아퀼레이아의 포르투나티아누스

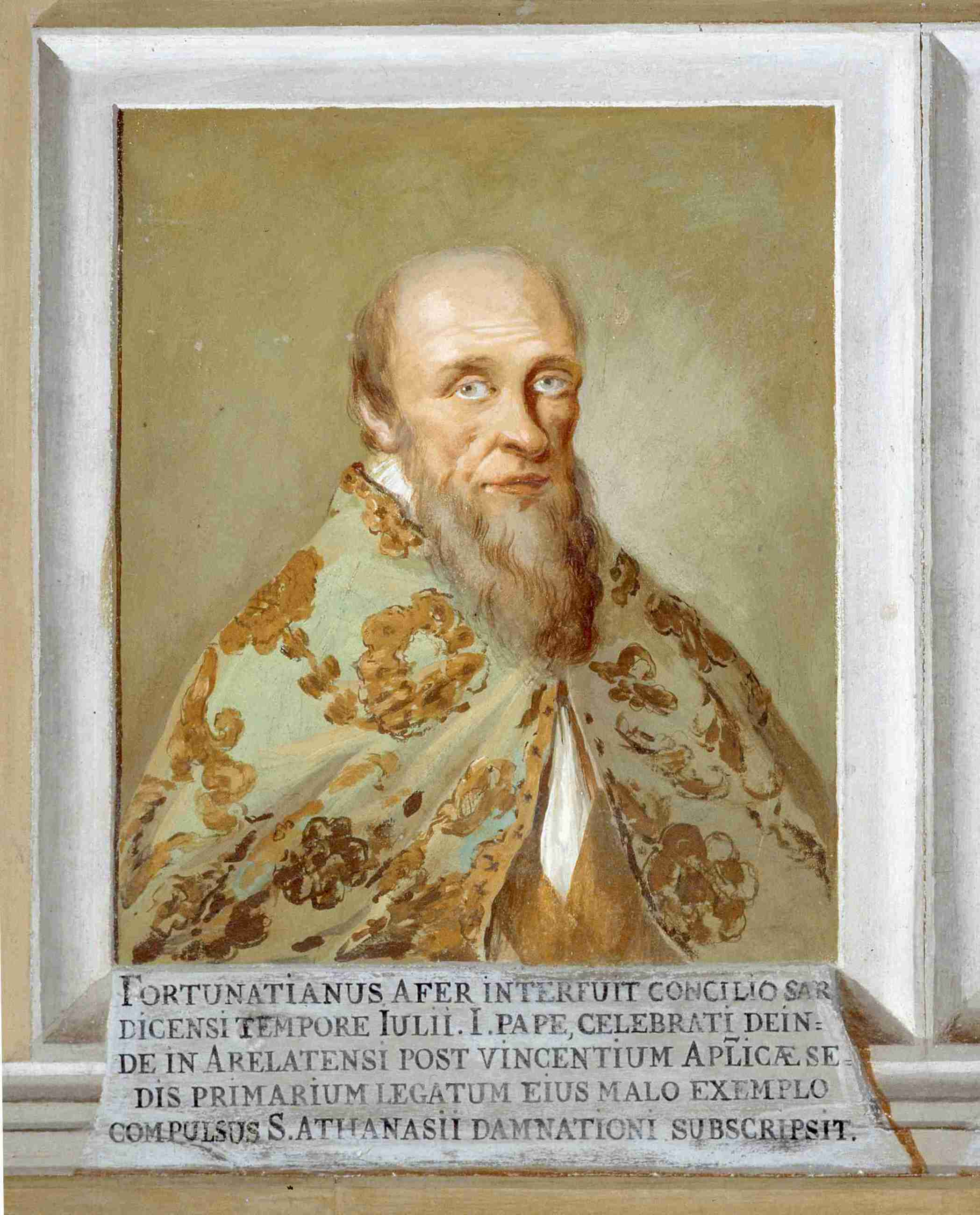

아퀼레이아의 포르투나티아누스(라틴어: Fortunatianus Aquileiensis)는 4세기 중엽 아퀼레이아의 주교였다. 그는 아리우스의 가르침을 정죄하는 313년 세르디카 공회의 서명자였다. 또 트레베스에서 알렉산드리아로 돌아오는 아타나시우스를 환대하였다.

## 참고 문헌
- Fortunatianus Aquileiensis : Commentaria in Evangelia, ed. Lukas J. Dorfbauer, (Corpus Scriptorum Ecclesiasticumum Latinorum, Band 103), De Gruyter 2017
- H. Houghton, 영어 번역 보관됨 2019-05-21 - 웨이백 머신, CSEL (extra seriem), 2017